# Valle d'Ossau
La valle d'Ossau è una valle dei Pirenei francesi nel dipartimento dei Pirenei Atlantici in Nuova Aquitania. I suoi abitanti sono chiamati Ossalois.

## Toponimia
Il toponimo Ossau comparve sotto le forme Oscidates e Osquidates Montani et Campestres (Plinio il Vecchio,I secolo Historia naturalis, libro IV), Valis Ursaliensis (1127, riforma del Béarn), I secolo, Orsalenses e Orsal (rispettivamente 1154 e 1170, titoli di Barcellona,) Arcidiagonat d'Ossau (1249, notai d'Oloron) e Ursi-Saltus (1270, titoli d'Ossau).

## Etimologia
La valle è stata chiamata valis ursaliensis (nel 1127), che letteralmente significa la valle dell'orso, poi Orsal et Ossau. Due opposte teorie riguardano l'origine del nome Ossau. Una tende ad accreditare la provenienza dal fiume pirenaico Ourse (od Ousse), mentre l'altra propende per la derivazione dal nome spagnolo dell'orso, Oso
(notare che in occitano, la /u/ iniziale è classicamente rifatta in /au/).

## Geografia
La valle d'Ossau è una delle tre grandi valli delle montagne del Béarn (le altre due sono la valle d'Aspe e la valle di Barétous). Essa si estende geograficamente da nord a sud per una cinquantina di chilometri da Rébénacq fino al Passo del Portalet, alla frontiera spagnola. Essa è formata da due cantoni: nella parte della bassa valle vi si trova il Cantone di Arudy, con un paesaggio pirenaico pedemontano, nella parte alta invece si passa al Cantone di Laruns, che ricopre bassa, media ed alta montagna. La valle è attraversata dalla gave d'Ossau, fiume che con la gave d'Aspe va poi a formare la gave d'Oloron, ed è dominata dal pic du Midi d'Ossau (2.884 m s.l.m.)
Essa è la più orientale delle tre grandi valli del Béarn che tagliano la catena dei Pirenei ed è di origine glaciale. A quell'epoca il ghiacciaio giungeva fino Rébénacq, a pochi chilometri a sud di Pau.
Essa comunica con la valle dell'Ouzom e il Lavedan (Argelès-Gazost), a est, attraverso il colle d'Aubisque e con l'Aragona, a sud, attraverso il passo del Pourtalet.
Nei paesi della valle l'habitat ed i fabbricati rurali sono raggruppati intorno a stretti vicoli che seguono il rilievo.

Orti, frutteti e pascoli si succedono man mano che ci si allontana dalle abitazioni per raggiungere il bosco. Questa organizzazione spiega l'eccezionale integrazione dei villaggi nel paesaggio.
- laghi della valle d'Ossau
- passi montani
- Parco nazionale dei Pirenei

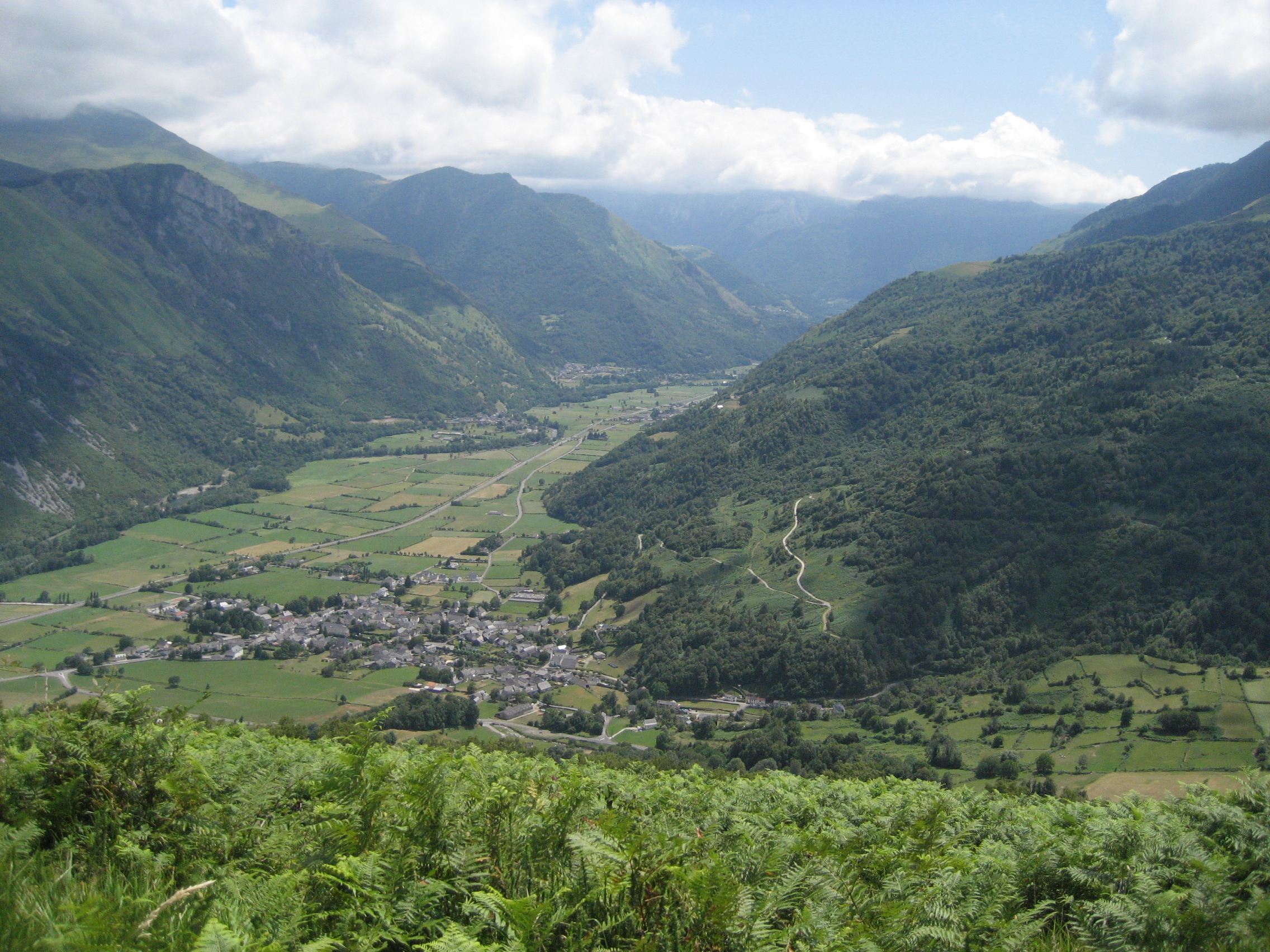
Bassa valle verso Bielle
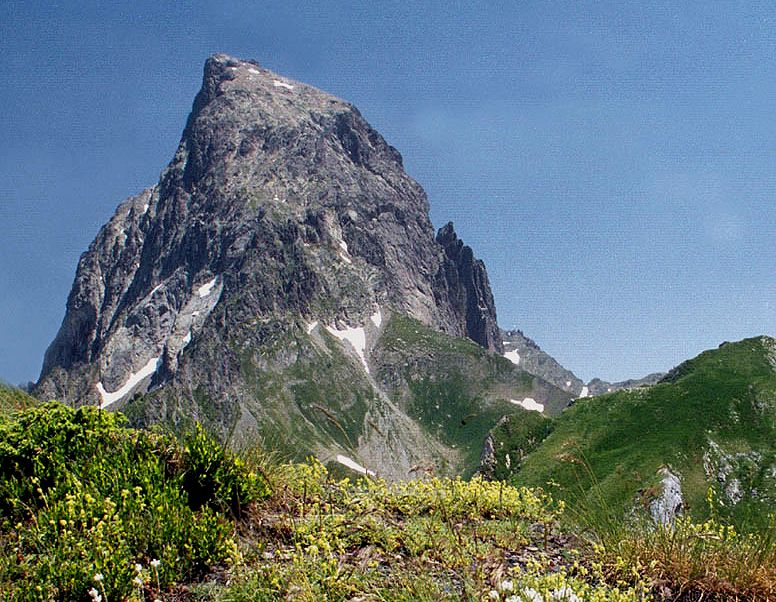
Pic du Midi d'Ossau
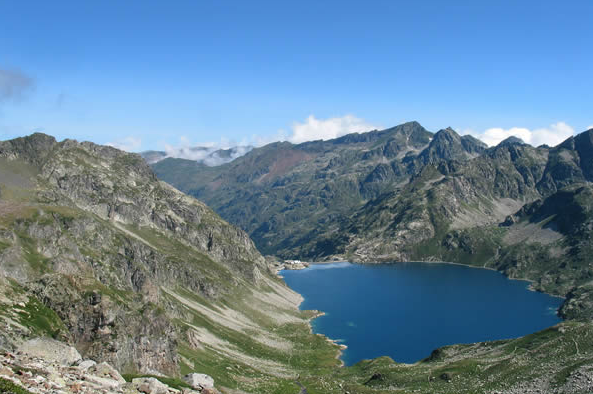
Alta valle e lago d'Artouste
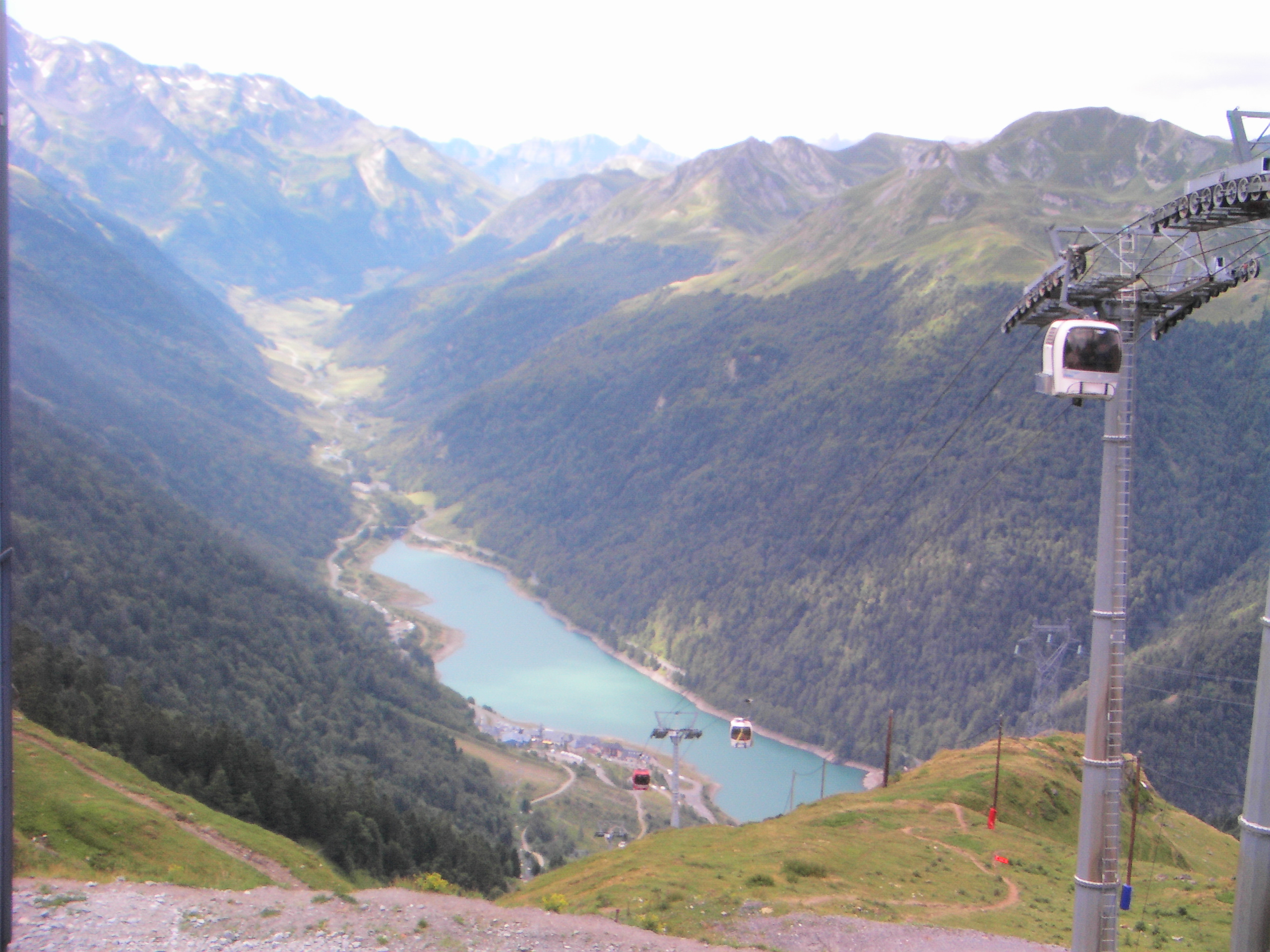
La valle dalla stazione alta della teleferica Artouste (veduta verso sud)
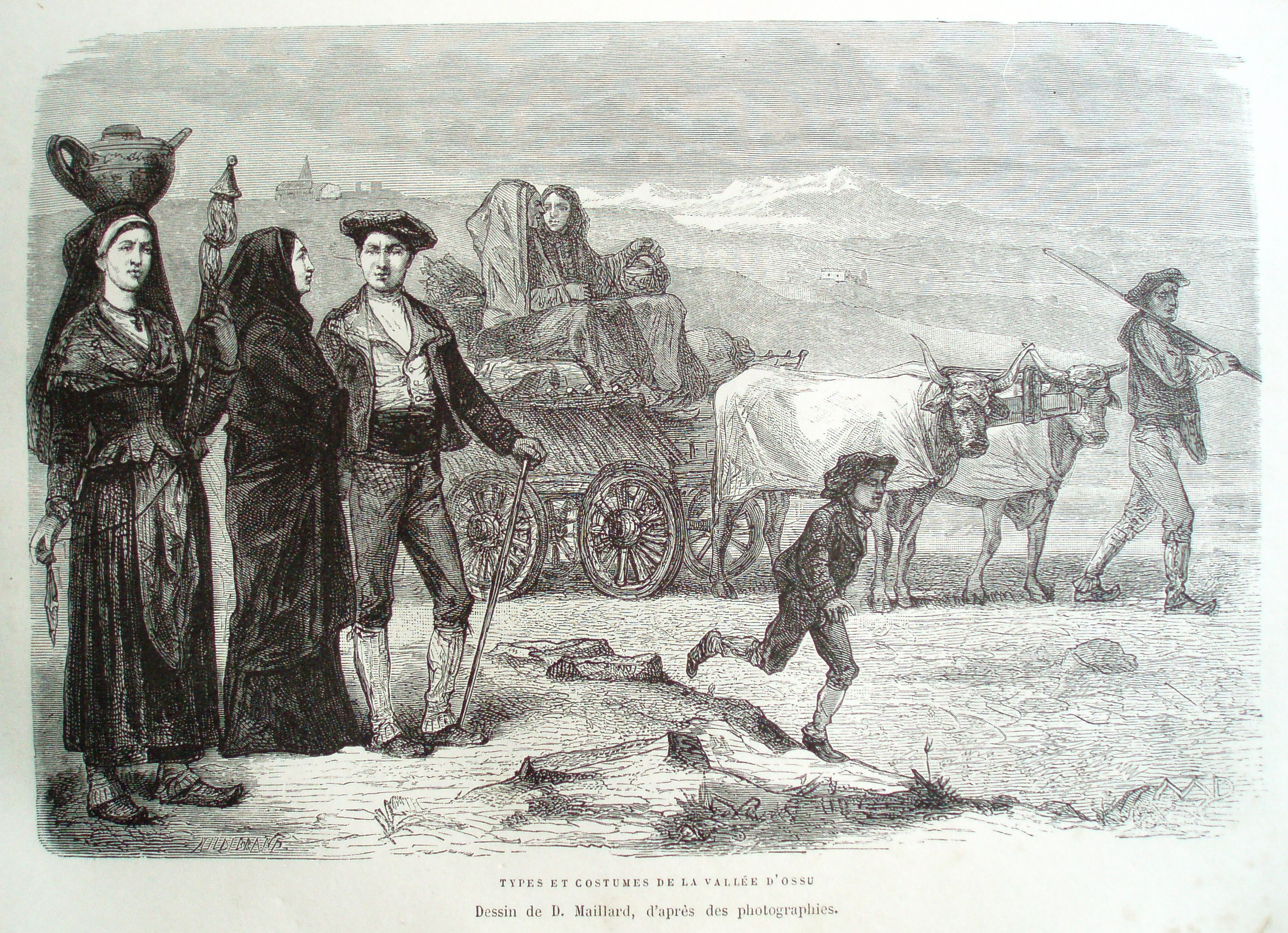
Tipi e costumi della valle d'Ossau verso il 1877

## Storia
L'emblema della valle d'Ossau: l'orso e la mucca sono rappresentati sulla facciata del municipio d'Aste-Béon. Secondo la leggenda il visconte di Béarn avrebbe sfidato il vescovo di Morlaàs, che allevava un orso, sostenendo che una delle sue mucche lo avrebbe battuto in un combattimento diretto.
Simbolo pastorale, la mucca è regina nel cuore degli ossalesi.
Paul Raymond nota che la viscontea d'Ossau, vassalla di quella di Béarn, fu riunita a quest'ultima divenendone una baronia. Nel XIII secolo la baronia si estendeva a tutto il cantone di Laruns (Aste-Béon, Béost, Bielle, Bilhères, Eaux-Bonnes, Gère-Bélesten, Laruns, Louvie-Soubiron) e parzialmente a quello di Arudy (Arudy, Bescat, Buzy, Castet, Izeste, Louvie-Juzon, Lys, Sainte-Colome, Sévignacq) e Bielle ne era la capitale.

## Amministrazione
18 comuni fanno parte della valle: Arudy, Aste-Béon, Béost, Bescat, Bielle, Bilhères, Buzy, Castet, Eaux-Bonnes, Gère-Bélesten, Izeste, Laruns, Louvie-Juzon, Louvie-Soubiron, Lys, Rébénacq, Sainte-Colome e Sévignacq-Meyracq.
Questi comuni aderiscono ad una Comunità creata nel 2009 da Francis Courouau. Essa fa parte del Territorio di Oloron ed Alto Béarn, a fianco delle comunità del piedimonte oloronese, del Josbaig, della Valle d'Aspe e di quella di Barétous.

## Turismo
- Petit train d'Artouste, la ferrovia turistica più alta d'Europa.
- Spazio museografico La Falaise al Vautours  (scoperta del grifone e del capovaccaio)
- Casa del Parco nazionale dei Pirenei
- Spazio naturale del lago di Castet (scoperta dell'ambiente umido).
- Escursioni: sentiero del GR 10, cammino di Santiago di Compostela, viaggio podistico della valle d'Ossau, sentieri segnalati del Parco e dei villaggi.
- Scoperta della pastorizia (alpeggio, produzione del formaggio d'Ossau, feste della transumanza, fiera dei formaggi di Laruns).
- Visite guidate al patrimonio storico.
- Stazioni sciistiche di Gourette e d'Artouste.